# Henri Jacques-Félix
Ne doit pas être confondu avec Jacques Félix.
Henri Jacques-Félix né le 10 juin 1907 à Saint-Laurs et mort le 22 avril 2008 à Mandres-les-Roses, est un agronome, explorateur, collecteur et botaniste français, spécialiste de la flore d'Afrique tropicale, qui fut directeur de l'ORSTOM et travailla pour le Muséum national d'histoire naturelle à Paris.
Diplômé de l'école de Nogent  lors de la promotion 1928-1929, tout comme Robert Dufournet, il est devenu Ingénieur d’agronomie coloniale dès 1932.
Il parcourut le Cameroun d'octobre 1938 à mai 1940, récoltant quelque 3 300 spécimens.

## Éponymie
Le nom du genre Jacquesfelixia (Poaceae, synonyme de Danthoniopsis), de même que l'épithète spécifique de Artabotrys jacques-felicis, de Beilschmiedia jacques-felixii et de Pitcairnia feliciana.

## Sélection de publications
- « Une réserve botanique à prévoir au Cameroun : le sommet des Monts Bambutos », in Bulletin du Muséum, 2° s., tome 17, no 6, 1945
- « La vie et la mort du lac Tchad : rapports avec l'agriculture et l'élevage », in Bulletin agronomique, no 3, 1947
- « Ignames sauvages et cultivées du Cameroun », in Revue internationale de botanique appliquée et d'agriculture tropicale, 1947, vol. 27, no 293, p. 119-133, [lire en ligne]
- Géographie des dénudations et dégradations du sol au Cameroun : conditions physiques et humaines, Ministère de la France d'Outre-mer, Nogent-sur-Marne, 1950, lire en ligne sur Gallica, [lire en ligne]
- Première action contre la trachéomycose du caféier en Côte d'Ivoire, Agronomie Tropicale, Paris, 1950
- Contributions à l'étude du caféier en Côte d'Ivoire : travaux du Centre de recherches agronomiques de Bingerville, Ministère de la France d'Outre-mer, Nogent-sur-Marne, 1954, lire en ligne sur Gallica, [lire en ligne]
- Sols et groupements végétaux de la zone littorale de Guinée dans leurs rapports avec la riziculture, I, L'île du Kabak,  Institut de recherches agronomiques, Paris, 1960
- « Les graminées (Poaceae) d'Afrique tropicale, I, Généralités, classification, description des genres »,', in Bulletin scientifique, Institut de recherches agronomiques tropicales et des cultures vivrières, no 8, 1962
- « Contribution de René Caillié à l'ethnobotanique africaine au cours de ses voyages en Mauritanie et à Tombouctou, 1819-1828 », in Journal d'agriculture tropicale et de botanique appliquée, no 10, 1963
- Le café, PUF, Paris, 1968, coll. « Que sais-je ? »
- Flore du Cameroun, 10, Ombellales, Muséum national d'histoire naturelle, Laboratoire de phanérogamie, Paris, 1970
- Flore du Cameroun, 24, Mélastomatacées, Muséum national d'histoire naturelle, Laboratoire de phanérogamie, Paris, 1983